# Кубок Франції з футболу 1920—1921
Кубок Франції з футболу 1920—1921 — 4-й розіграш турніру. Переможцем змагань вперше став столичний клуб «Ред Стар». Змагання проводились у 8 раундів, участь у яких взяли 202 команди.

## Чвертьфінали
| Переможці       | Рахунок | Переможені   |
| --------------- | ------- | ------------ |
| 13 березня 1921 |         |              |
| Ред Стар        | 4:0     | Канн         |
| Олімпік (Париж) | 2:1     | СА Париж     |
| Расінг (Париж)  | 4:2     | Свіс (Париж) |
| Туркуен         | 2:0     | Кале         |

## Півфінали
| Переможці       | Рахунок | Переможені     |
| --------------- | ------- | -------------- |
| 3 квітня 1921   |         |                |
| Ред Стар        | 4:3     | Расінг (Париж) |
| Олімпік (Париж) | 3:2     | Туркуен        |

## Фінал
Фінал відбувся на стадіоні «Першинг» у Парижі 24 квітня 1921 року на очах у 21 000 глядачів. Великою несподіванкою фіналу стала поява в складі «Ред Стар» знаменитого воротаря П'єра Шеріге, який не грав близько двох років через травму плеча. Повернення Шеріге виявилось вдалим, адже голкіпер показав хороший рівень гри. Перший гол «Ред Стар» забив на початку другого тайму після удару Клаве. На 77-й хвилині Ноден подвоїв перевагу, але «Олімпік» відігрався через хвилину завдяки голу Ладно. Кінцівку матчу «Ред Стар» фактично проводив удев'ятьох, адже Жюст Бруз зламав щиколотку після зіткнення з Жулем Гюйсмансом, а Франсуа Югу лише номінально лишався на полі з травмою ключиці. Вирішальною подією матчу став призначений на користь «Олімпіка» одинадцятиметровий, коли рукою на лінії воріт зіграв Люсьєн Гамблен. Але Жуль Девакез пробив слабко і П'єр Шеріге парирував його удар. 
| 24 квітня 1921 |

| Ред Стар            | 2 — 1 | Олімпік (Париж) |
| ------------------- | ----- | --------------- |
| 53' Клаве 77' Ноден |       | 78' Ландо       |

| «Першинг», Париж Глядачів: 18 000 Арбітр: Марсель Славік |

| Ред Стар |                    |
|          |                    |
| ВР       | П'єр Шеріге        |
| ЗХ       | Моріс Меєр         |
| ЗХ       | Люсьєн Гамблен (к) |
| ПЗ       | Рауль Маріон       |
| ПЗ       | Франсуа Югу        |
| ПЗ       | Філіпп Боннардель  |
| НП       | Еміль Бурден       |
| НП       | Жюст Бруз          |
| НП       | Поль Ніколя        |
| НП       | Марсель Ноден      |
| НП       | Робер Клаве        |
| Тренер:  |                    |
| х        |                    |

| Олімпік |                 |
|         |                 |
| ВР      | Моріс Коттене   |
| ЗХ      | Ежен Ланженов   |
| ЗХ      | Жуль Гюйсманс   |
| ПЗ      | Поль Баро       |
| ПЗ      | Антуан Парачіні |
| ПЗ      | Жорж Хаас       |
| НП      | Жуль Девакез    |
| НП      | Антуан Руш      |
| НП      | Поль Ландо      |
| НП      | Луї Дарке       |
| НП      | Анрі Ребю       |
| Тренер: |                 |
| х       |                 |